# FC 일베스
FC 일베스(핀란드어: FC Ilves)는 탐페레를 연고로 하는 핀란드의 축구 클럽이다. 현재는 베이카우스리가에 참가하고 있다.

## 성적
- 베이카우스리가 우승 1회 (1983)
- 핀란드컵 우승 3회 (1979, 1990, 2019)

## 선수 명단

### 현역
- 라우리 알라 밀뤼메키(2013 ~ 2020, 2023 ~ )
- 산테리 하랄라(2017 ~ 2019, 2023 ~ )
- 안톤 포포비치(2024 ~ )
- 막심 스툐핀(2020, 2024 ~ )

### 역대
틀:FC 일베스 선수 명단